# Aéroport de Cold Bay
Pour les articles homonymes, voir CDB.
L'aéroport de Cold Bay (code AITA : CDB) est un aéroport public situé à Cold Bay en Alaska.

## Historique

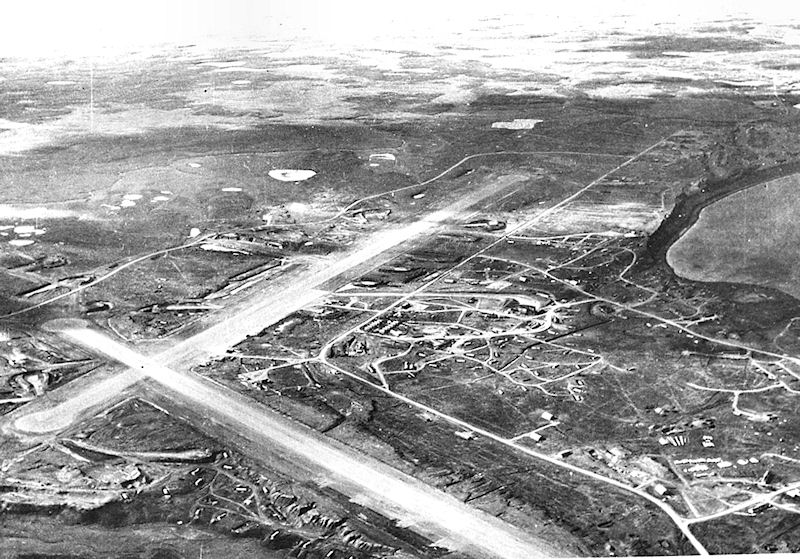
L'aéroport en 1942

Il a été construit à l'origine par l'armée de l'air américaine et s'appelait Fort Randall Army Airfield. Il a été démilitarisé en 1953.

## Description
La piste principale 14/32, avec 3 174 m est la cinquième plus longue d'Alaska; la piste secondaire 8/26 mesure 1 900 m de long. 

## Activité
En 2015, l'aéroport a connu 9 090 mouvements, soit une moyenne de 25 par jour.

## Compagnie et destinations
| Compagnies | Destinations         |
| ---------- | -------------------- |
| PenAir     | Anchorage-T.-Stevens |

## Accidents/incidents
En 1973, un cargo militaire s'est écrasé lors de l'approche de l'aéroport. Les six occupants ont été tués.
Le 30 octobre 2013, un Boeing 767-300 reliant Tokyo à San Francisco s'est posé sans dommages à la suite d'une panne moteur.